# Musée ferroviaire sud-allemand d'Heilbronn
Le Musée ferroviaire sud-allemand d'Heilbronn est un musée ferroviaire situé à Heilbronn dans le  Bade-Wurtemberg en Allemagne. Il est créé en 1998.

## Galerie

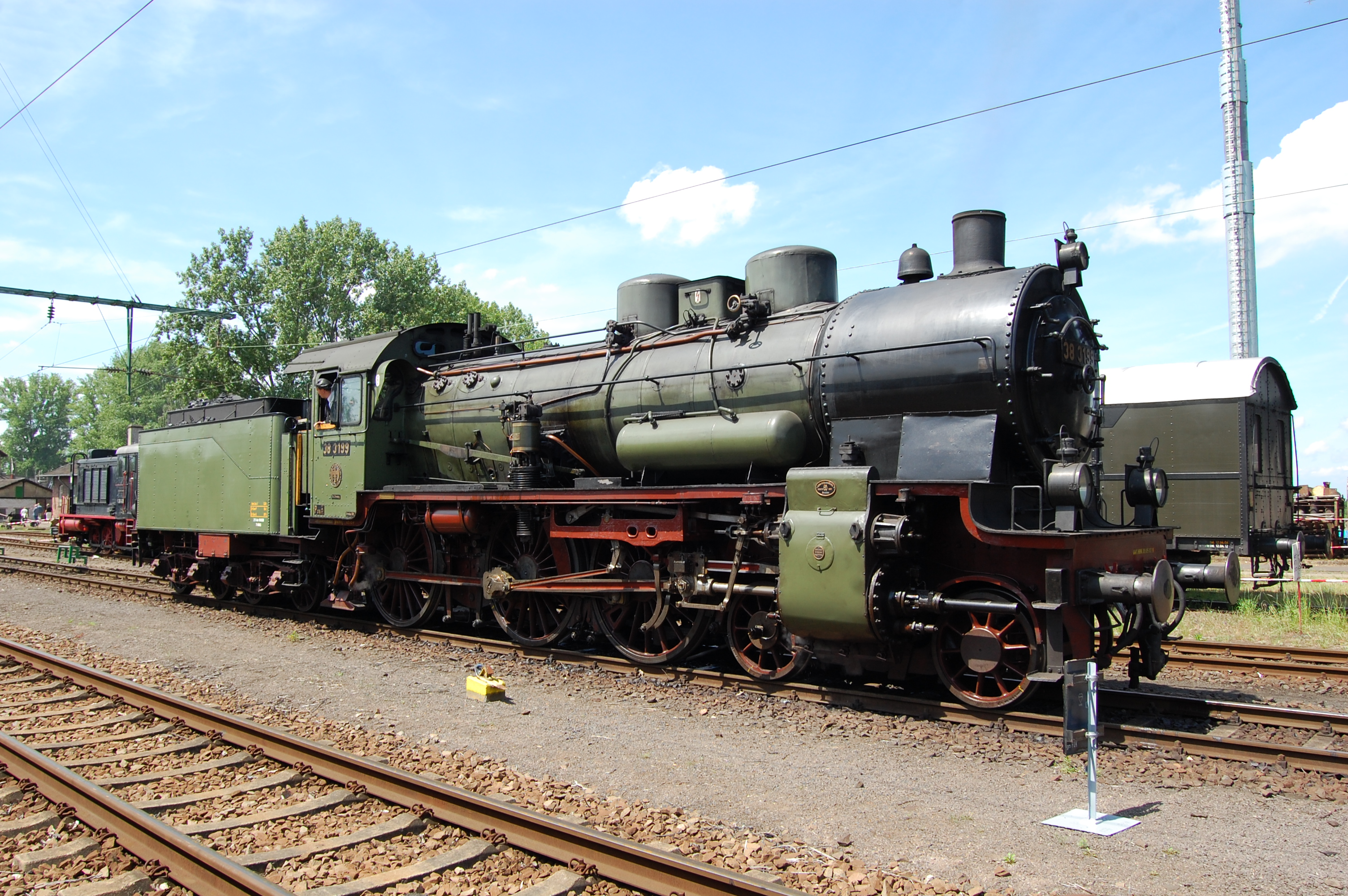
Prussian P8.
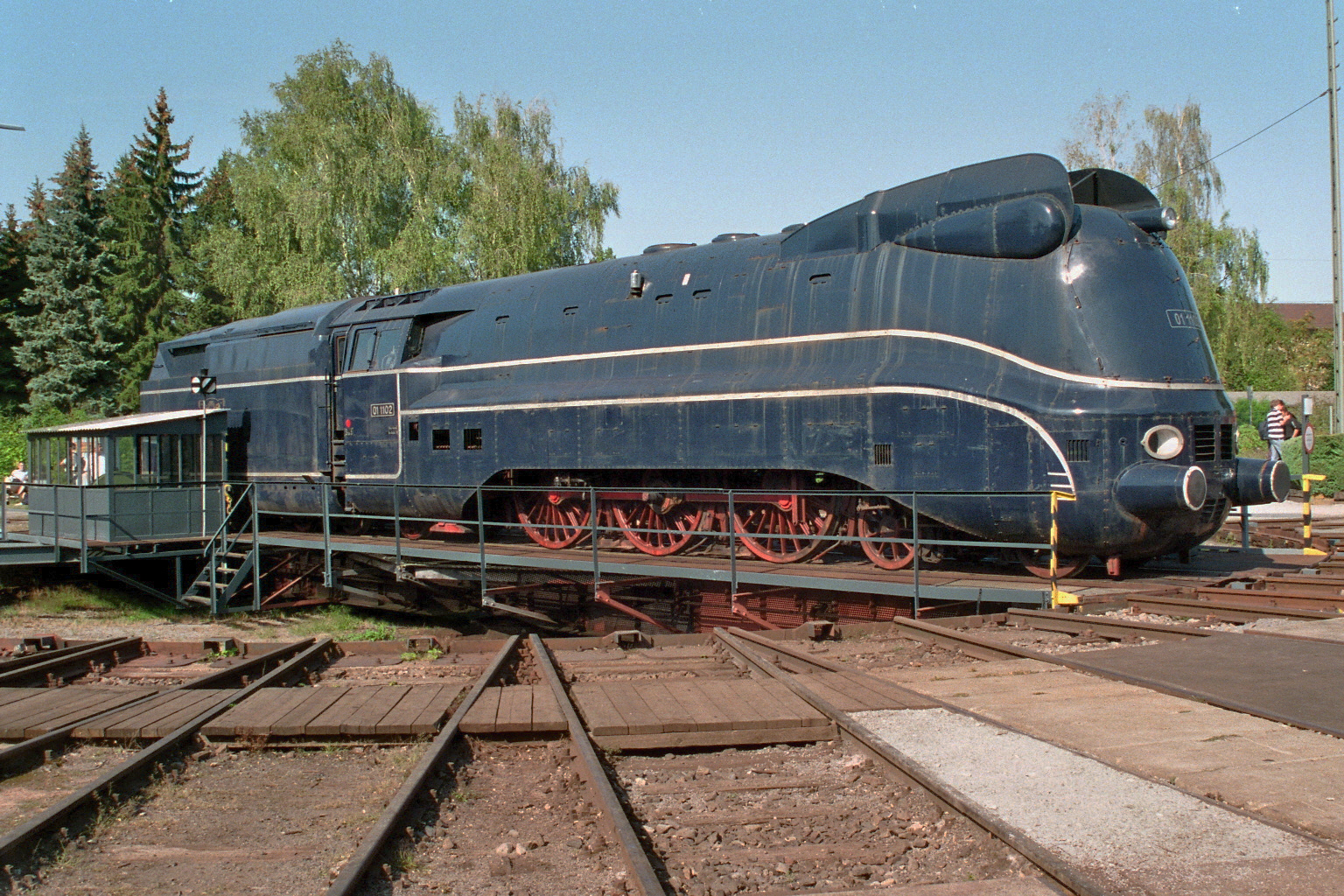
DRG Class 01.10.
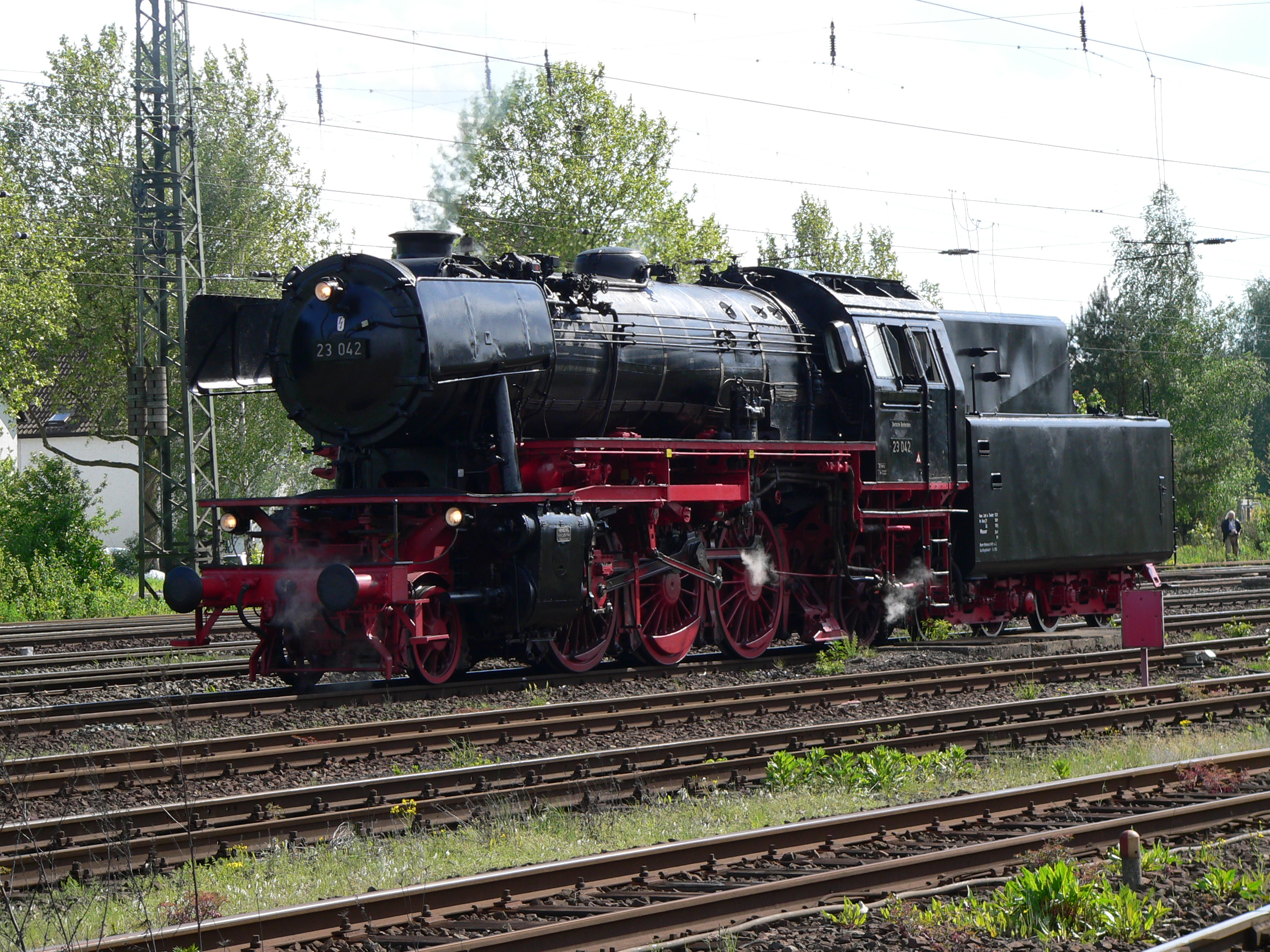
DB Class 23.
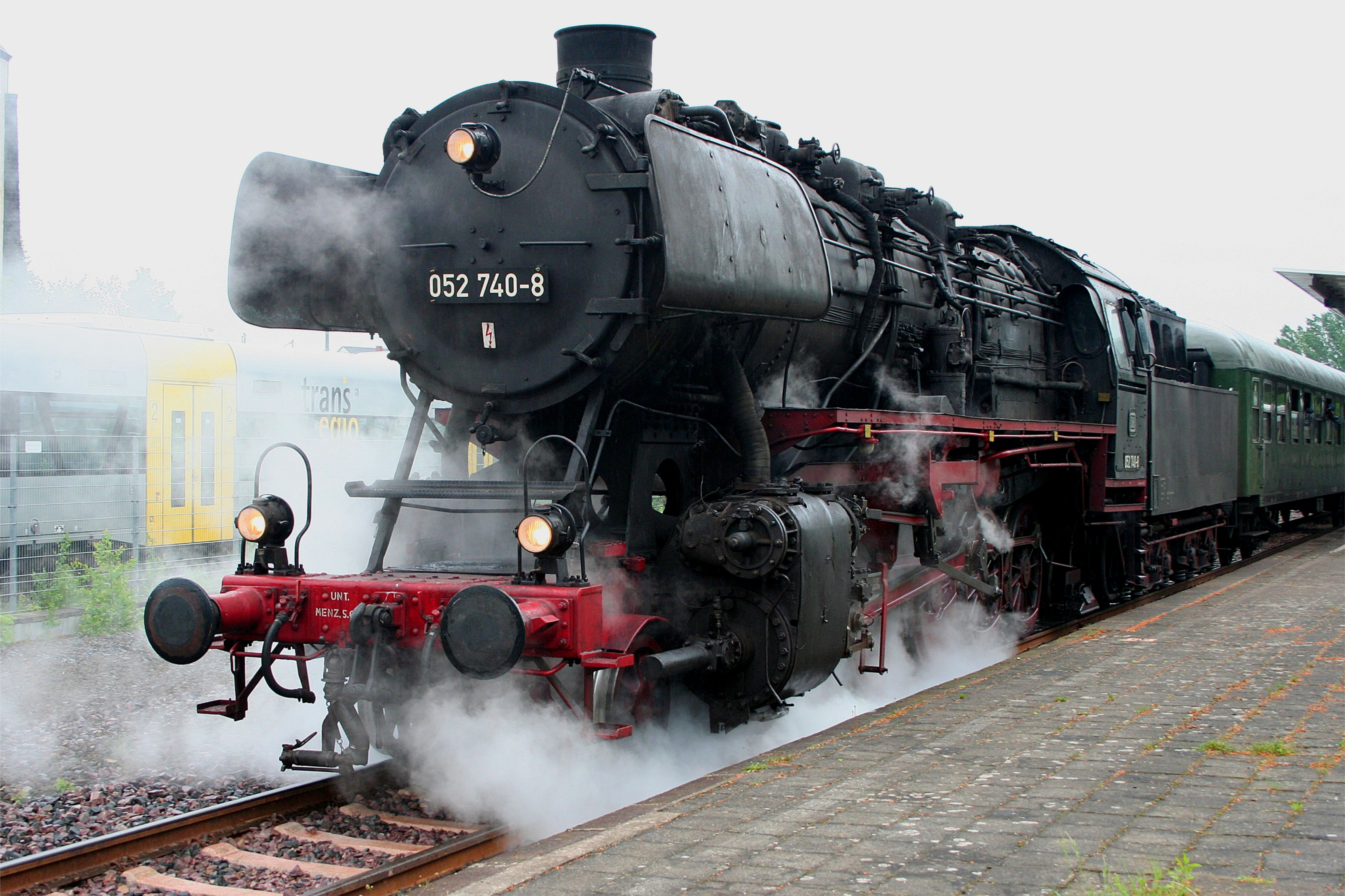
DRB Class 50.
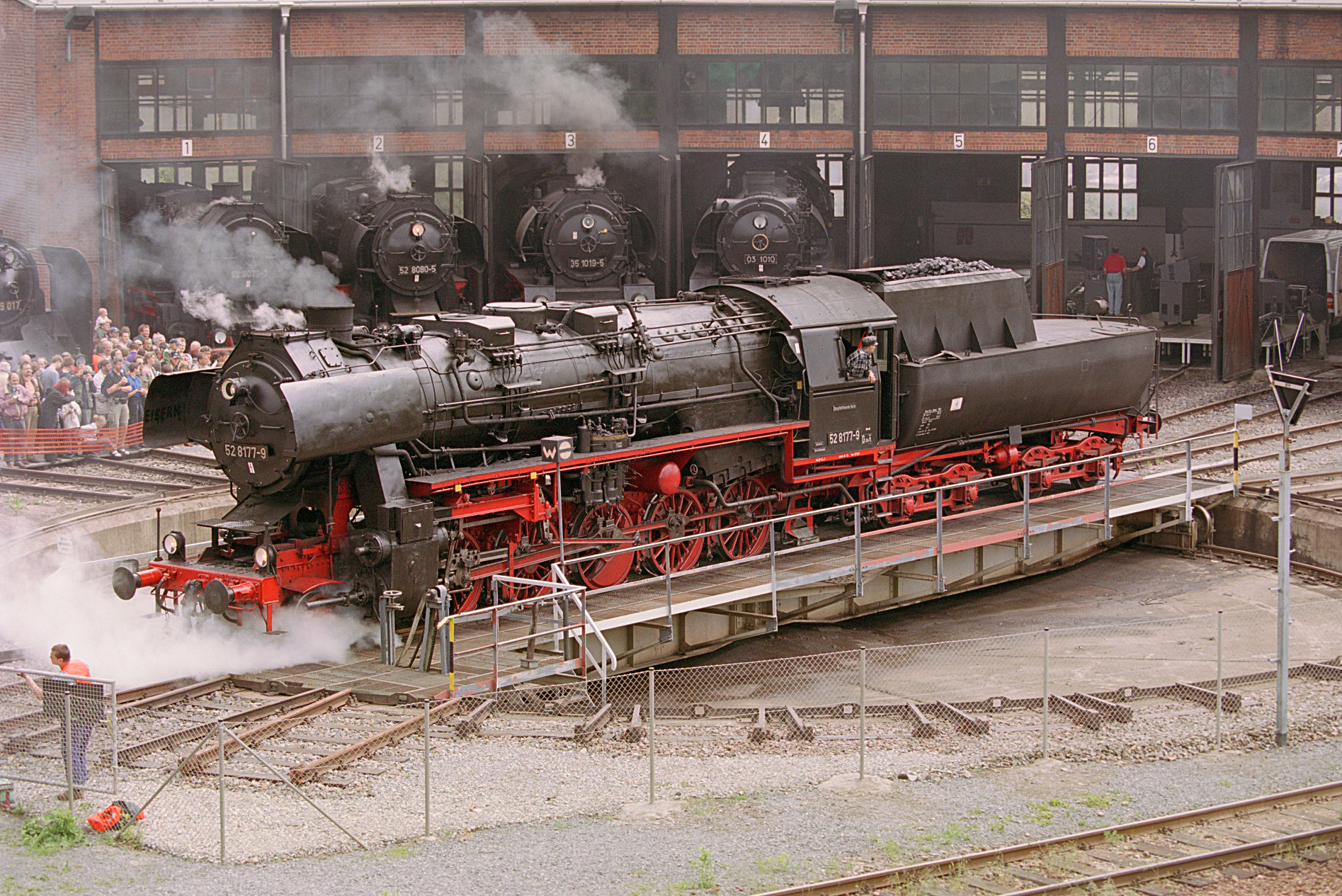
DR Class 52-80.
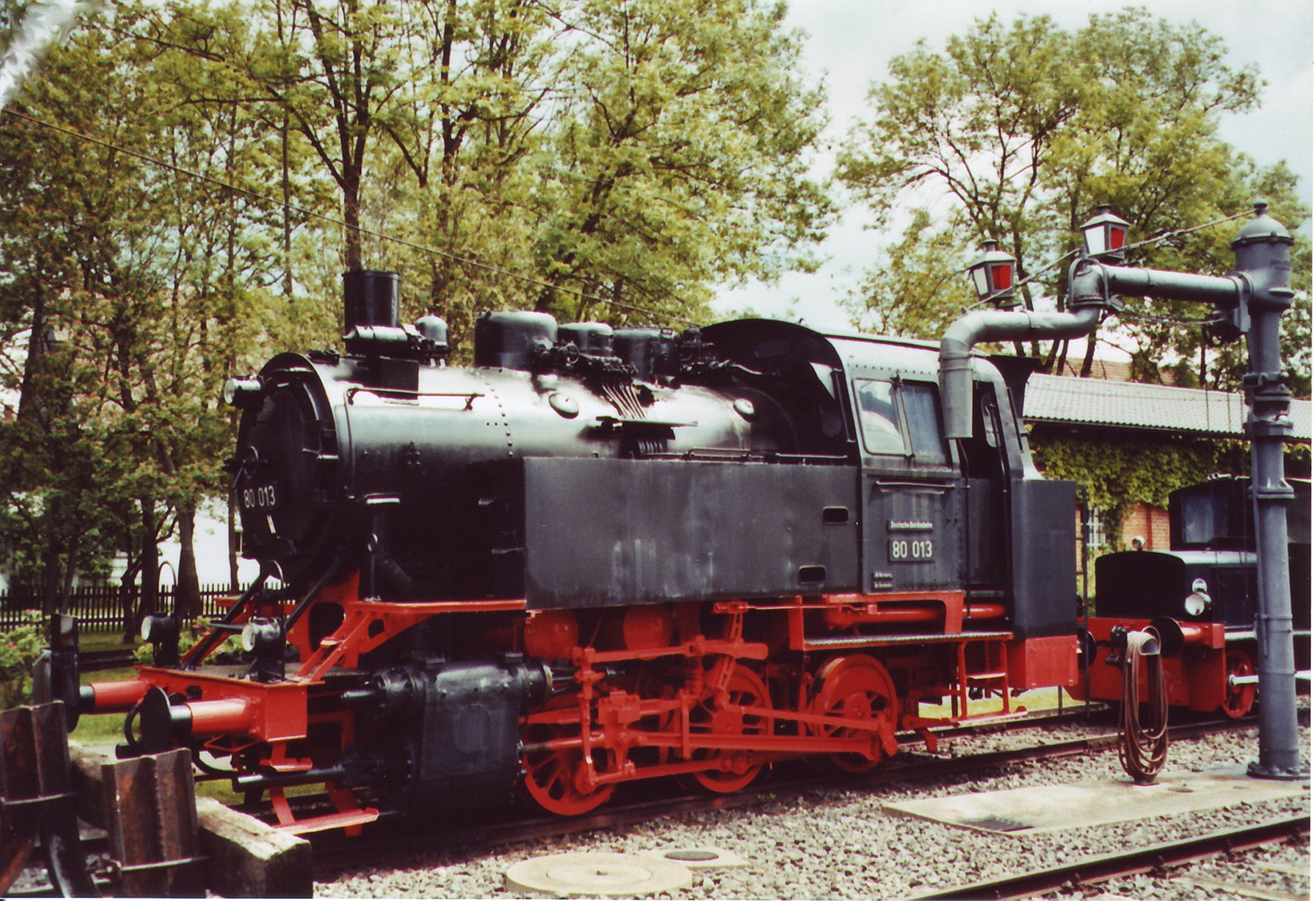
DRG Class 80.
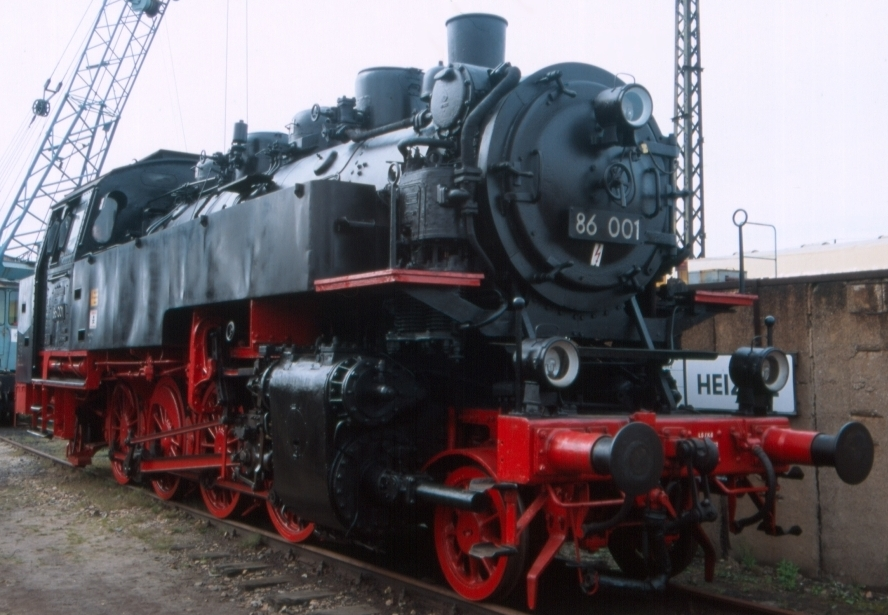
DRG Class 86.
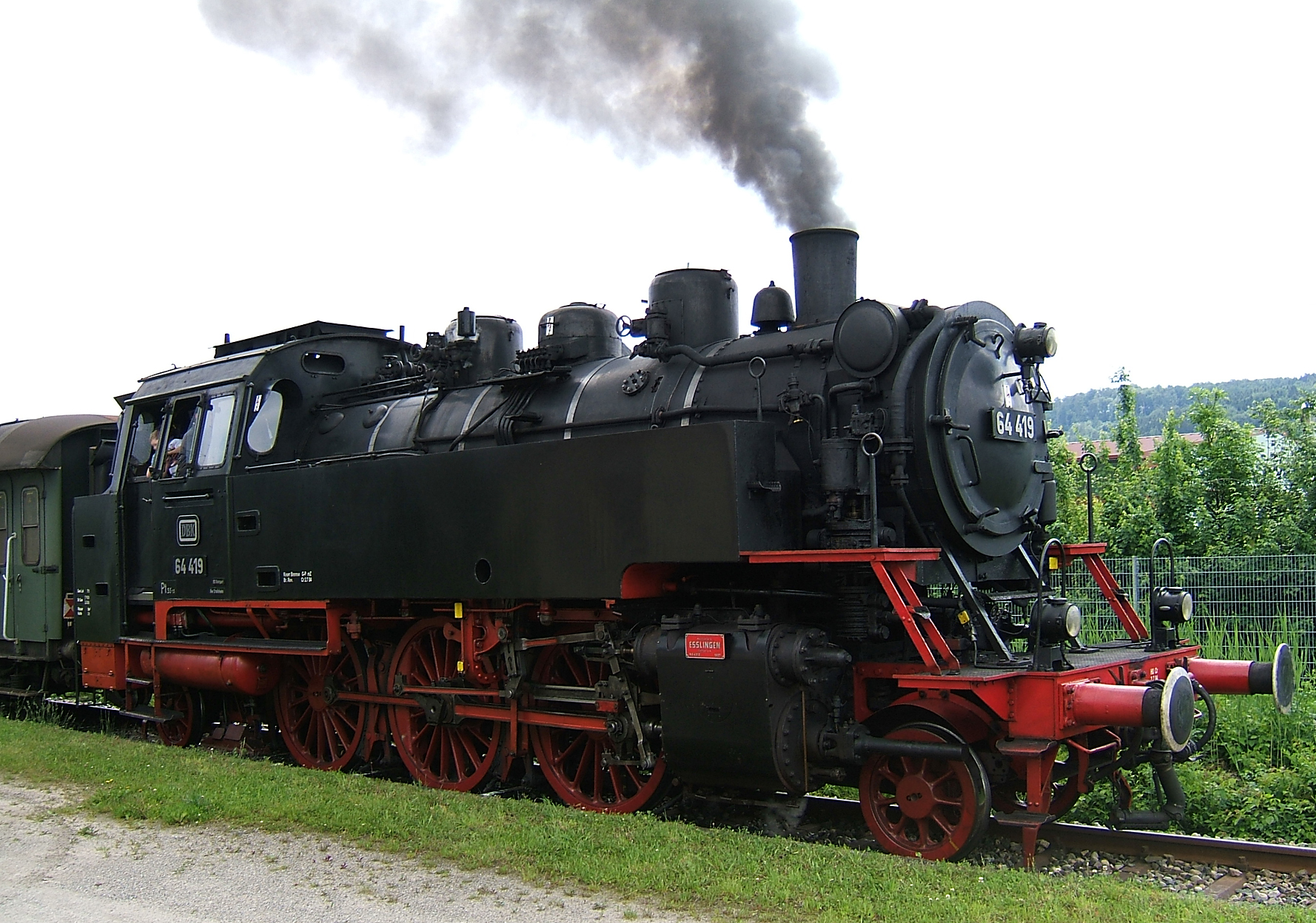
DR Baureihe 64.
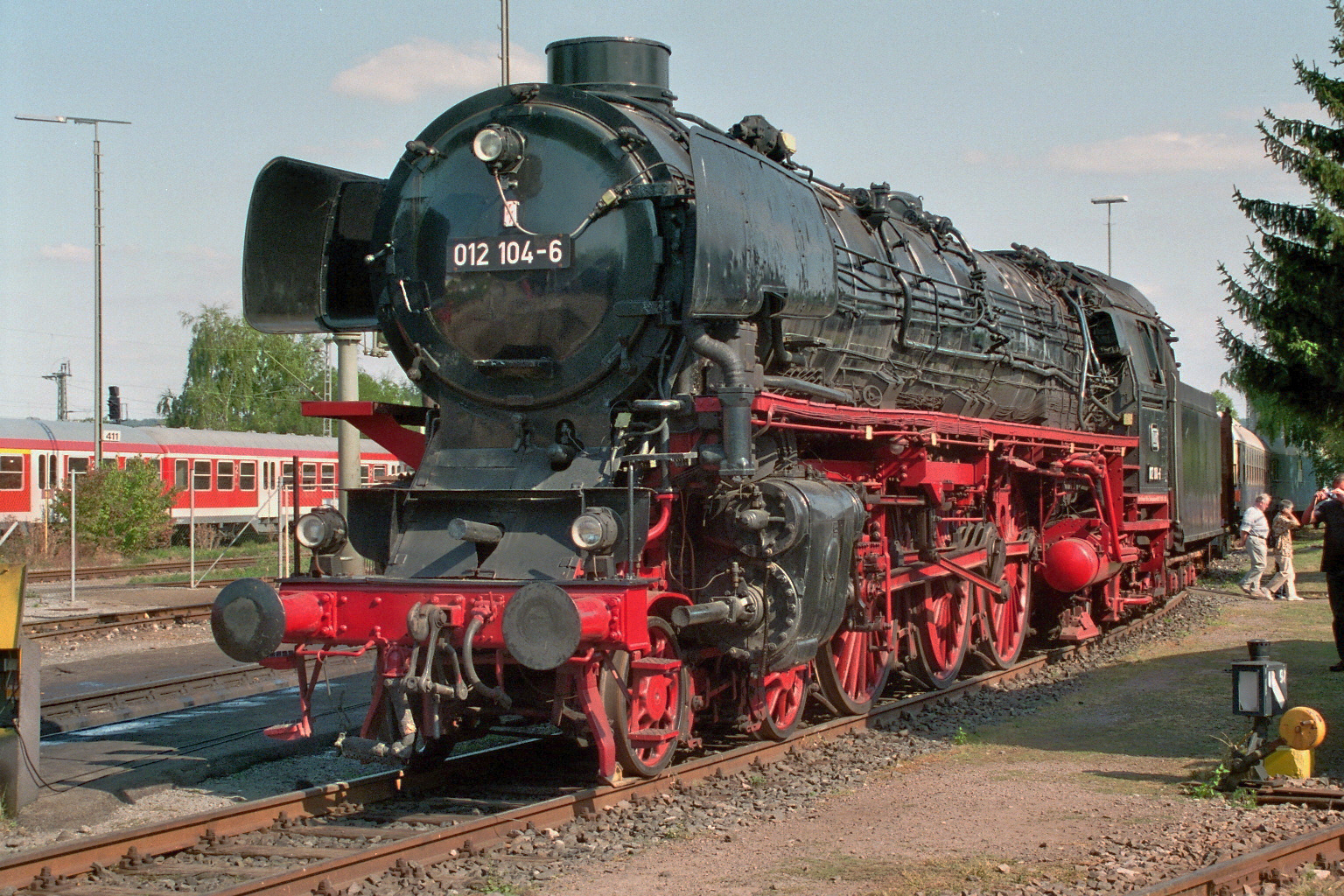
DR Baureihe 01-10.
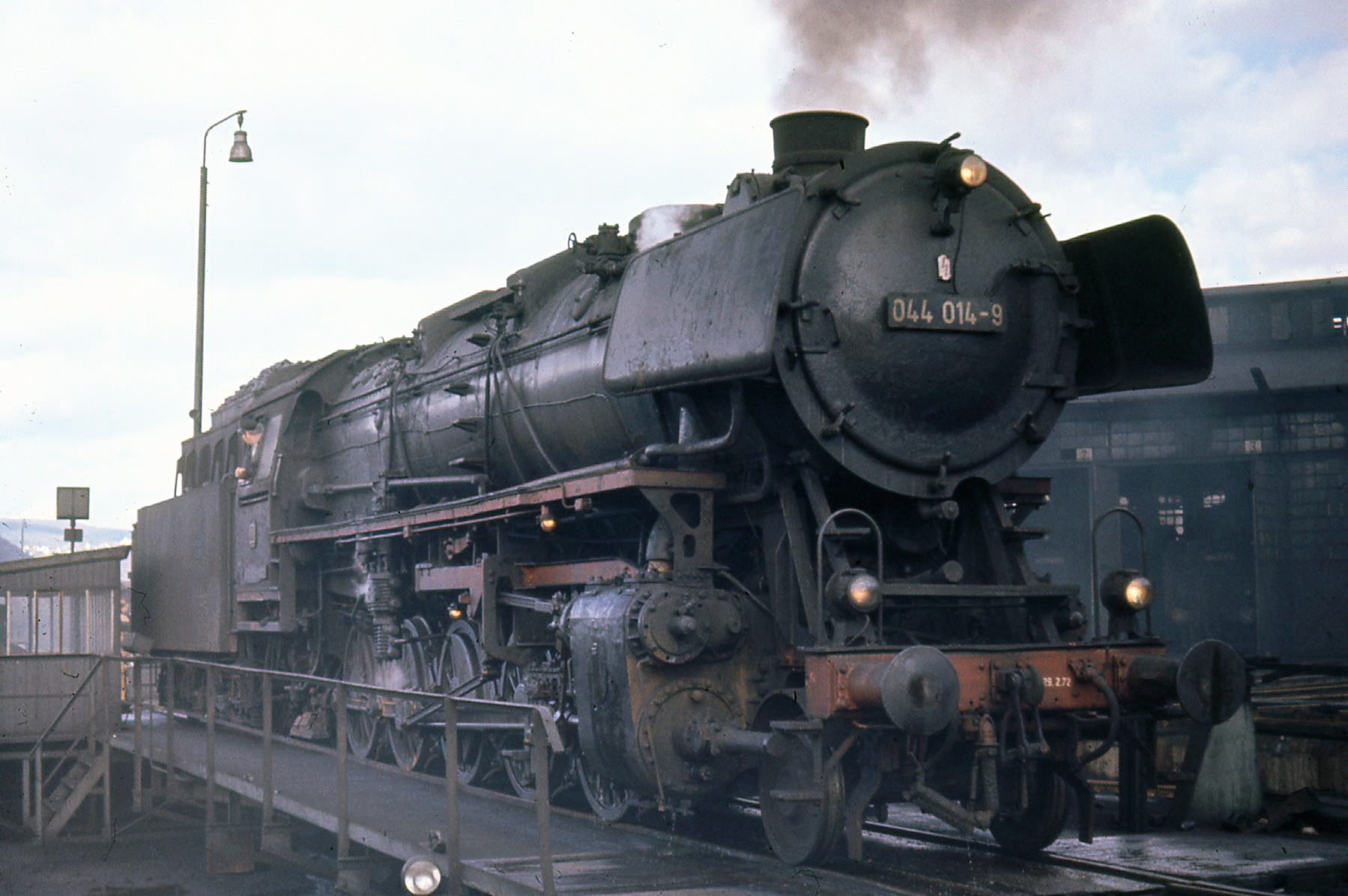
DR Baureihe 44.
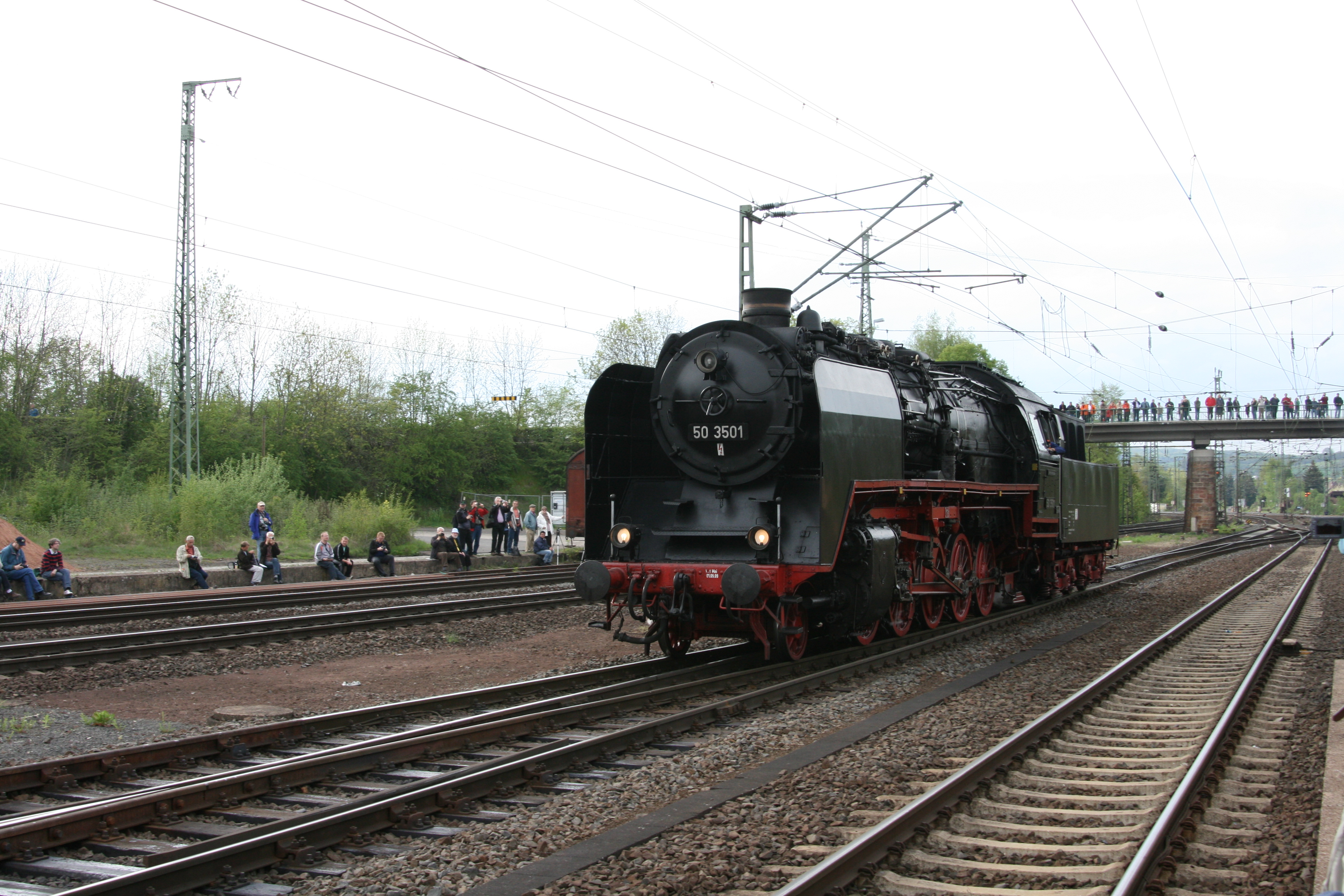
Baureihe 50.